# Nadine Walsh
Nadine Walsh, née en 1970 à Chicoutimi, dans la région du Saguenay–Lac-Saint-Jean, est une conteuse, directrice artistique, metteure en scène, animatrice et comédienne québécoise.

## Biographie
Nadine Walsh est détentrice d'un baccalauréat en art dramatique de l'Université du Québec à Montréal (1999), terminant ainsi une solide formation en danse, arts martiaux, marionnette, mime et jeu masqué.
Depuis plus de trente ans, elle poursuit son cheminement artistique pour « résister à l'endormissement, au conformisme, au désenchantement, à la mort »,.
À titre de directrice artistique, metteure en scène, comédienne et animatrice de la Compagnie Médiévale, elle participe à de nombreux spectacles. En 2003, elle signe plusieurs créations en France ainsi qu'au Québec. Elle poursuit  son cheminement professionnel au Québec, en Europe ainsi qu'en Afrique.
En 2009, elle crée et interprète Femmes pirates ou crise de foi(e) dont la mise en scène est assurée par Alberto Garcia Sanchez,. Elle anime, en 2011, la soirée des Contes coquins réunissant des artistes internationaux, dans le cadre du Festival interculturel du conte du Québec,.
Présenté en 2012 au Théâtre incliné, elle participe au spectacle Le Fil blanc de José Babin, une œuvre féministe engagée sur les réalités sexuelles à la fois congolaises et universelles,. Elle adapte et interprète ensuite La Chatte blanche, en 2013, inspirée de l’œuvre de Madame d’Aulnoy.
En 2015, elle signe la mise en scène du texte Sacré chœur de Gilgamesh, un récit polyphonique interprété sous une forme orale aux côtés de Jean-Sébastien Bernard et de Franck Sylvestre, une œuvre qui invite à réfléchir à notre rapport au sacré, à l'histoire ainsi qu'à notre humanité,.
En 2019-2020, dans le cadre de la 16e édition de « Paroles d’Automne », elle présente une œuvre créée en 2011, qui s'intitule O' La traversée fantastique, un récit initiatique inspiré de la traversée des Irlandais en 1847,.
Elle fait paraître, en 2019, un conte accompagné d'un CD audio qui s'intitule Sacré chœur de Gilgamesh publié chez Planète rebelle. Cette publication lui vaut le Grand prix de l’Académie Charles Cros,. Elle est également récipiendaire du Prix Jocelyn Bérubé pour l’ensemble de sa carrière (2019) ainsi que Hibou d'or, prix du public dans la série Contes nomades présentée au Centre National des Arts d’Ottawa pour le spectacle Sacré chœur de Gilgamesh,.
Nadine Walsh présente également Projet Psyché dont elle assure la conception, l'adaptation et l'interprétation en collaboration avec Christine Bolduc au Théâtre aux Écuries dans le cadre du Festival Les jours sont contés (2021), une œuvre au croisement de la danse et du mime racontant le mythe de Psyché,.

## Œuvres

### Publication
- L’Épopée de Gilgamesh, en collaboration avec Jean-Sébastien Bernard et Franck Sylvestre, Québec, Planète rebelle, 2019, 88 p.  (ISBN 978-2-924797-27-3)

### Spectacles
- Femmes pirates ou crise de foi(e), de Alberto Garcia Sanchez, 2009.
- Contes coquins, Festival interculturel du conte du Québec, 2011.
- O’ La traversée fantastique, de Diane Loiselle et Denys Lefebvre de Tenon Mortaise, 2011.
- Le Fil blanc de José Babin, 2012.
- La Chatte blanche, adaptation du conte de Madame d’Aulnoy, avec l’ensemble de musique baroque Les Idées heureuses, 2013.
- Sacré chœur de Gilgamesh, avec Jean-Sébastien Bernard, Franck Sylvestre et les arrangements vocaux de Michel Faubert, 2015.
- Projet Psyché, avec Christine Bolduc, sous la direction de Laurence Émery-Castonguay et Denise Boulanger, 2019.

## Prix et honneurs
- 2019 – Récipiendaire : Grand prix de l’Académie Charles Cros (pour le CD-livre Sacré chœur de Gilgamesh)[16],[17]
- 2019 – Récipiendaire : Prix Jocelyn Bérubé (pour l’ensemble de sa carrière)[19]
- 2019 – Récipiendaire : Le Hibou d’or, prix du public dans la série Contes nomades présentée au Centre National des Arts d’Ottawa (pour le spectacle Sacré chœur de Gilgamesh)[18]